# تود كامبو
تود كامبو هو لاعب هوكي جليد كندي، ولد في 4 يونيو 1923 في سان جيروم في كندا، وتوفي في 31 ديسمبر 2009 في سالبيري دي فاليفيلد في كندا.

## وصلات خارجية
- تود كامبو على موقع دوري الهوكي الوطني (الإنجليزية)
- تود كامبو على موقع EliteProspects.com (الإنجليزية)
- تود كامبو على موقع HockeyDB.com (الإنجليزية)
- تود كامبو على موقع Hockey-Reference.com (الإنجليزية)